# Mont Hermon
Pour les articles homonymes, voir Hermon.
Le mont Hermon (appelé en hébreu : הר חרמון, Har Hermon ; et en arabe : جبل الشيخ, Jabal ash-Shaykh, soit « montagne du cheikh » ou « mont enneigé » ou Haramoun) est une montagne de l'Anti-Liban, culminant à 2 814 mètres d'altitude.
Le sommet se situe à la frontière entre la Syrie et le Liban. L'extrémité méridionale de la montagne fait partie du plateau du Golan annexé par Israël depuis la guerre des Six Jours en 1967, sans reconnaissance de la majorité de la communauté internationale. 

## Toponymie et étymologie
Le mont Hermon possède plusieurs appellations selon le pays qui en contrôle les versants : tandis qu'en Israël il se nomme Har Hermon (en hébreu : הר חרמון), il est désigné au Liban et en Syrie par l'expression Djabal-ech-Sheikh (en arabe : جبل الشيخ). Néanmoins, au Liban, il est aussi généralement fait usage de la dénomination biblique Hermon, ou de sa transcription arabe Haramoun,.
Ptolémée le désigne comme l’Alsadamus mons ou Asalmanus mons, qui répond à l’hébreu העלטזן, une des dénominations du mont Hermon. Au cours de l'Antiquité, plusieurs auteurs grecs et latins, notamment Denys le Périégète, confondent le mont Liban, l'Anti-Liban et le mont Hermon au sein d'une même entité qu'ils nomment Liban. Ainsi, Tacite l'utilise pour faire la description du mont dans le cinquième livre des Histoires :

« Les plus hautes cimes qu'élève ce pays sont celles du Liban, montagne qui, par un étonnant contraste, est toujours fraîche sous un ciel brûlant, et garde la neige sous les feux du soleil. C'est le Liban qui verse et alimente les eaux du Jourdain. »

— Tacite, Histoires,
Ceci étant, l'appellation Hermon et ses variantes sont consacrées par leur usage dans l'Ancien Testament, en particulier dans les livres historiques (Josué, Juges, 1 Chroniques) et poétiques (Psaumes, Cantique des cantiques). La racine hébraïque hrm, évoquant d'une part la séparation, d'autre part l'interdit (herem), ainsi que l'étymon arabe harâm (« sacré »), semblent être à l'origine de l'oronyme, en soulignant tous les deux le caractère consacré et isolé du mont.

## Géographie

### Géographie politique
Le mont Hermon se situe intégralement en territoires libanais (gouvernorats de la Bekaa et de Nabatieh) et syrien (gouvernorat de Kuneitra). Il constitue, comme le reste de la chaîne de l'Anti-Liban, une frontière naturelle entre les deux pays. Celle-ci diffère cependant de la frontière administrative, délimitée par les autorités françaises à l'époque du mandat au Proche-Orient, laquelle ne suit pas toujours la ligne de crête. Le sommet du mont (2 814 mètres) est situé sur la frontière syro-libanaise,, bien que les bornes jadis posées par les topographes de l'armée française aient en partie disparu, ce qui laisse planer l'incertitude sur la position réelle du sommet relativement à la frontière.
Les versants au sud du mont sont l'objet de différends territoriaux entre le Liban, la Syrie et Israël. Les fermes de Chebaa, mal délimitées entre les territoires libanais et syriens pendant le mandat français sur les deux États, ont été unilatéralement rattachées au territoire israélien lors de l'annexion du Golan. La Syrie, à l'issue des guerres israélo-arabes, vit le plateau du Golan, partie intégrante de son territoire, occupé en 1967 puis annexé par l'État d'Israël en 1981. Ainsi, bien que les pentes méridionales du mont Hermon soient de jure placées sous la juridiction du Liban et de la Syrie, elles sont de facto contrôlées par les autorités israéliennes.

### Situation
Le mont Hermon est la partie méridionale de la chaîne de l'Anti-Liban, cette dernière se prolongeant au nord-est avec les montagnes du Jabal Qalamoun. Bien que ces deux entités aient parfois été confondues au sein du seul ensemble formé par l'Anti-Liban, la distinction est fréquente, car les monts Hermon et Qalamoun sont séparés par l'ensellement de Masnaa, d'une altitude comparativement faible, par lequel passe l'axe routier reliant Beyrouth à Damas. À l'est du mont s'étend le plateau de Syrie, dont la capitale, Damas, est située à environ 40 kilomètres à vol d'oiseau du sommet, tandis que le versant sud domine le plateau du Golan et la vallée de la Houla. Les versants à l'ouest bordent la plaine de la Bekaa méridionale, qui sépare le mont Hermon de la chaîne du mont Liban sur une largeur d'une dizaine de kilomètres. Le mont, avec son extrémité sud-ouest, ferme la plaine de la Bekaa et côtoie les collines de l'arrière-pays de Nabatieh.

### Géologie

#### Géomorphologie
Le mont Hermon est, avec le reste de la chaîne de l'Anti-Liban, l'extension septentrionale de la vallée du Grand Rift. Il est apparu lors de l'effondrement de cette dernière et est un anticlinal de forme allongée. En outre, il forme un horst par rapport à la plaine de la Bekaa, située sur ses piémonts occidentaux, qui est quant à elle un graben.
Le mont Hermon est divisé en deux ensembles géologiquement distincts par la faille de Sion-Rachaya, qui lui est parallèle. Le premier recouvre les versants occidentaux du mont et notamment les fermes de Chebaa (ou Har Dov), tandis que le second englobe les secteurs centraux et orientaux, comprenant entre autres le sommet du mont Hermon. Ce dernier bloc géologique, constitué de calcaires partiellement recouverts par des marnes et des schistes de l'Oxfordien, présente des basaltes en abondance et est témoin de nombreux processus de dolomitisation et minéralisation. À l'inverse, aucune de ces roches n'a été découverte dans le secteur occidental, où les roches calcaires et sédimentaires du Crétacé prédominent.
La roche calcaire dont est composé le mont Hermon est datée de la période du Jurassique moyen, principalement du Bathonien et du Callovien,. La couche calcaire a une épaisseur estimée à 2 700 mètres.
Le mont Hermon constitue un karst, puisque la roche calcaire est fracturée par de multiples fractures et cavités.

#### Pédologie
Les sols du mont Hermon sont en général fins, fragiles, de faible tenue, et leur épaisseur décroît avec l'altitude et la déclivité des pentes. En hiver, l'excès de précipitations tant pluviales que nivales accélère le processus de dissolution des roches carbonatées, ainsi que l'altération hydrolytique des silicates, ce qui contribue à enrichir les sols du mont Hermon.
Le lessivage des roches, en engendrant la désagrégation des calcaires en de multiples sédiments, permet la formation de sols du genre terra rossa. En effet, tandis que les carbonates et sulfures sont évacués par les eaux du vaste réseau hydrographique, les oxydes et silicates, caractéristiques de ce type de sol et de sa couleur foncée, demeurent au sein de la structure superficielle du mont.

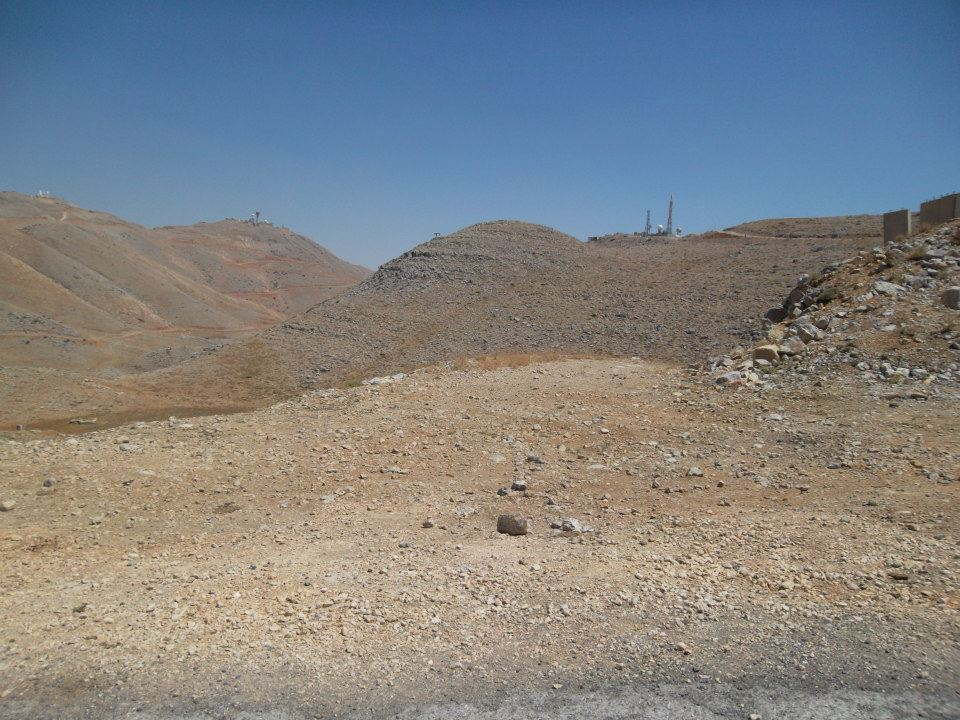
Rendosol ocre sur le secteur sommital du mont Hermon.

Bien que la terra rossa soit présente sur la majeure partie du mont Hermon, un rendosol en recouvre les versants les plus élevés, là où l'humidité est suffisante pour satisfaire les conditions de sa formation. La présence de goethite est à l'origine de la couleur ocre du rendosol du mont Hermon.
Depuis 5 000 ans, l'érosion naturelle a été renforcée par les activités anthropiques, notamment l'agriculture. Le besoin de terres arables a en effet provoqué une importante déforestation sur les piémonts, ce qui a mis à nu les sols, les rendant ainsi plus instables.
Parallèlement à l'érosion, la nature des sols est modifiée par les vents en provenance du Sahara, ceux-ci transportant de grandes quantités de poussière sur les pentes du mont. Ainsi, les dépôts aériens contribueraient pour moitié à la formation des sols.

### Climat

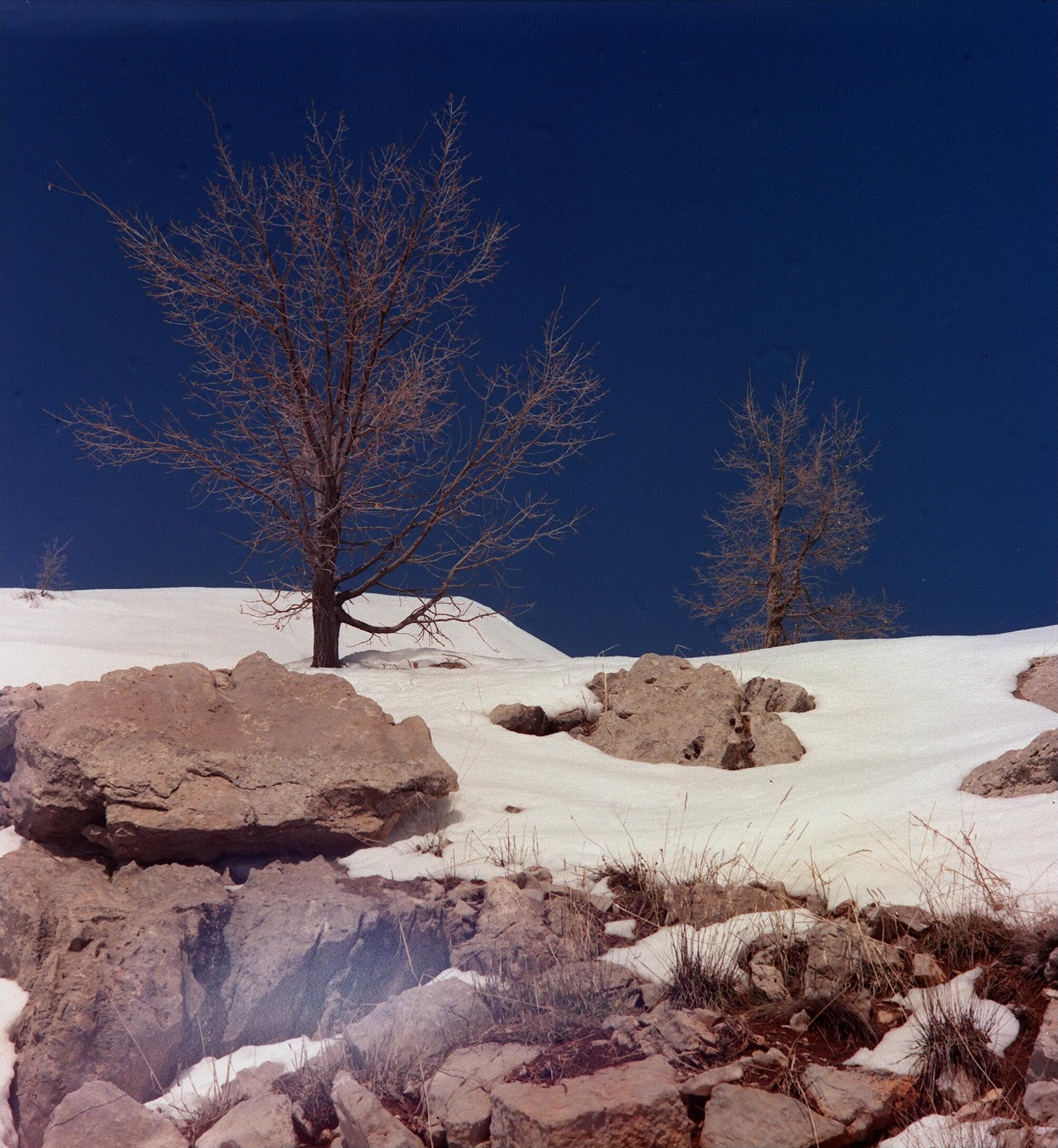
Un des versants du mont Hermon enneigé en hiver.

Le mont Hermon est soumis à un climat de type montagnard. Ainsi, bien que le mont soit situé dans l’une des régions les plus arides du globe, il reçoit des précipitations considérables, du fait de son altitude élevée. Les versants du mont dont l'altitude dépasse 1 000 mètres reçoivent des précipitations supérieures à 1 300 millimètres par an, ce qui constitue le maximum d'Israël et de ses territoires occupés.
Le mont Hermon reçoit de manière saisonnière des chutes de neige, entre les mois de décembre et mars. Sur les parties les plus élevées du massif, situées au-delà de 1 400 mètres d'altitude, la couche de neige peut perdurer de mars à juin. La neige recouvre ainsi les trois sommets du mont en hiver et au printemps.
Le mois le plus froid de l'année est janvier, où les températures moyennes observées vont de 5 à 10 °C dans les vallées au pied du mont et de 0 à 5 °C dans les parties montagneuses. Au contraire, le mois le plus chaud est le mois d'août, au cours duquel les températures moyennes s'étalent de 20 à 25 °C en vallée et de 10 à 15 °C en montagne.

### Hydrographie
Lorsque les neiges des versants occidental et méridional du mont Hermon fondent, l’eau libérée s’engouffre alors au sein du réseau de cavités dans la roche. Ces eaux viennent alimenter les sources situées à la base de la montagne, donnant ainsi naissance à plusieurs torrents et rivières. Les eaux s’écoulent dans les rivières Hasbani, Dan, Hermon et leurs affluents, et se jettent dans le Jourdain et le lac de Tibériade. Les autres, plus au nord de la montagne, se jettent dans les rivières Amana et Parpar, en Syrie.
D'autre part, le ruissellement des eaux en aval de la limite des neiges contribue à fertiliser les contreforts du mont Hermon, où les plants de vignes, pins, chênes et peupliers sont nombreux.
Le contrôle du mont présente aussi de l’importance dans la prévention de la déforestation et de la pollution.

### Flore

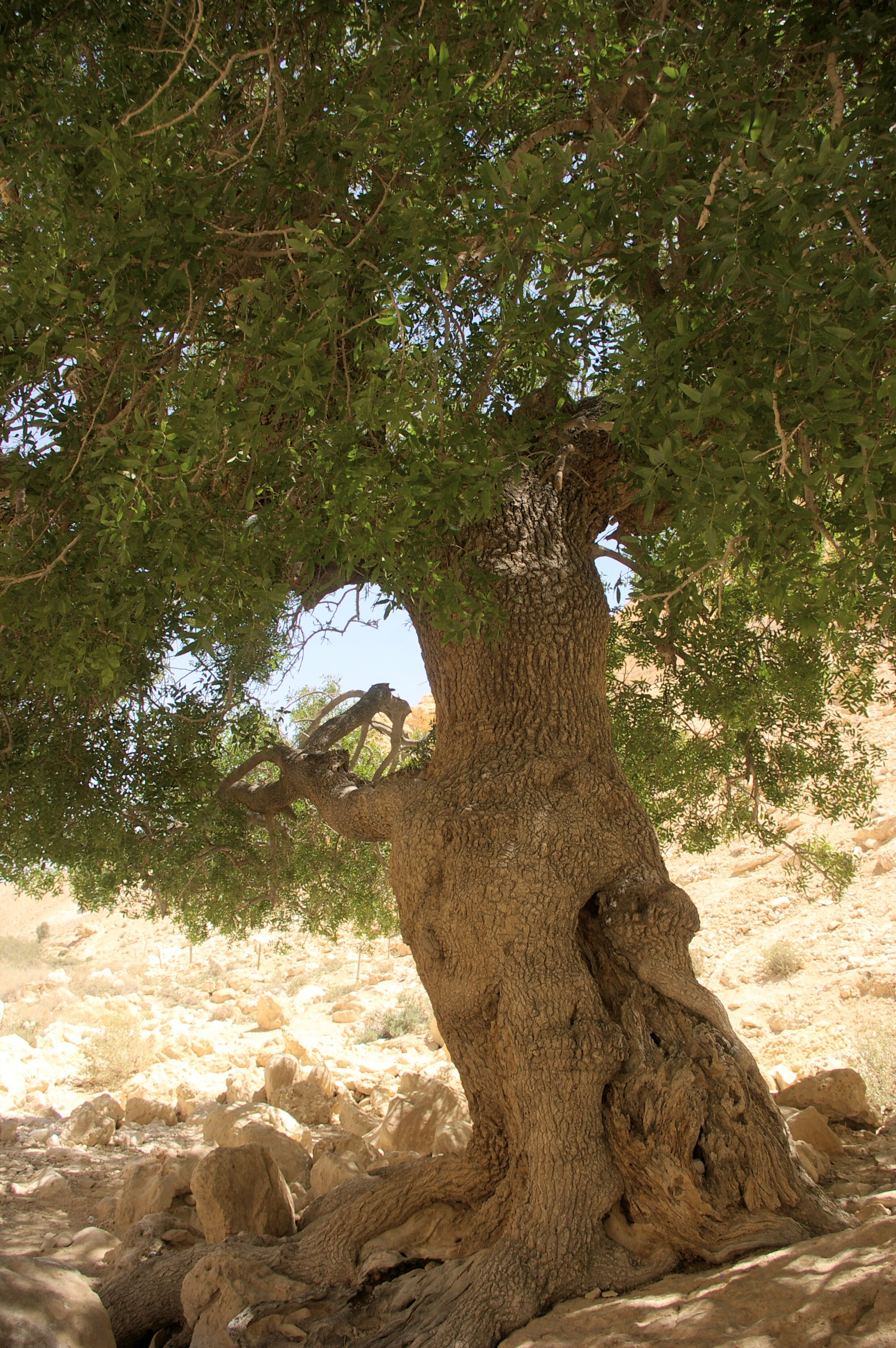
Un pistachier de l'Atlas, espèce présente dans la garrigue.

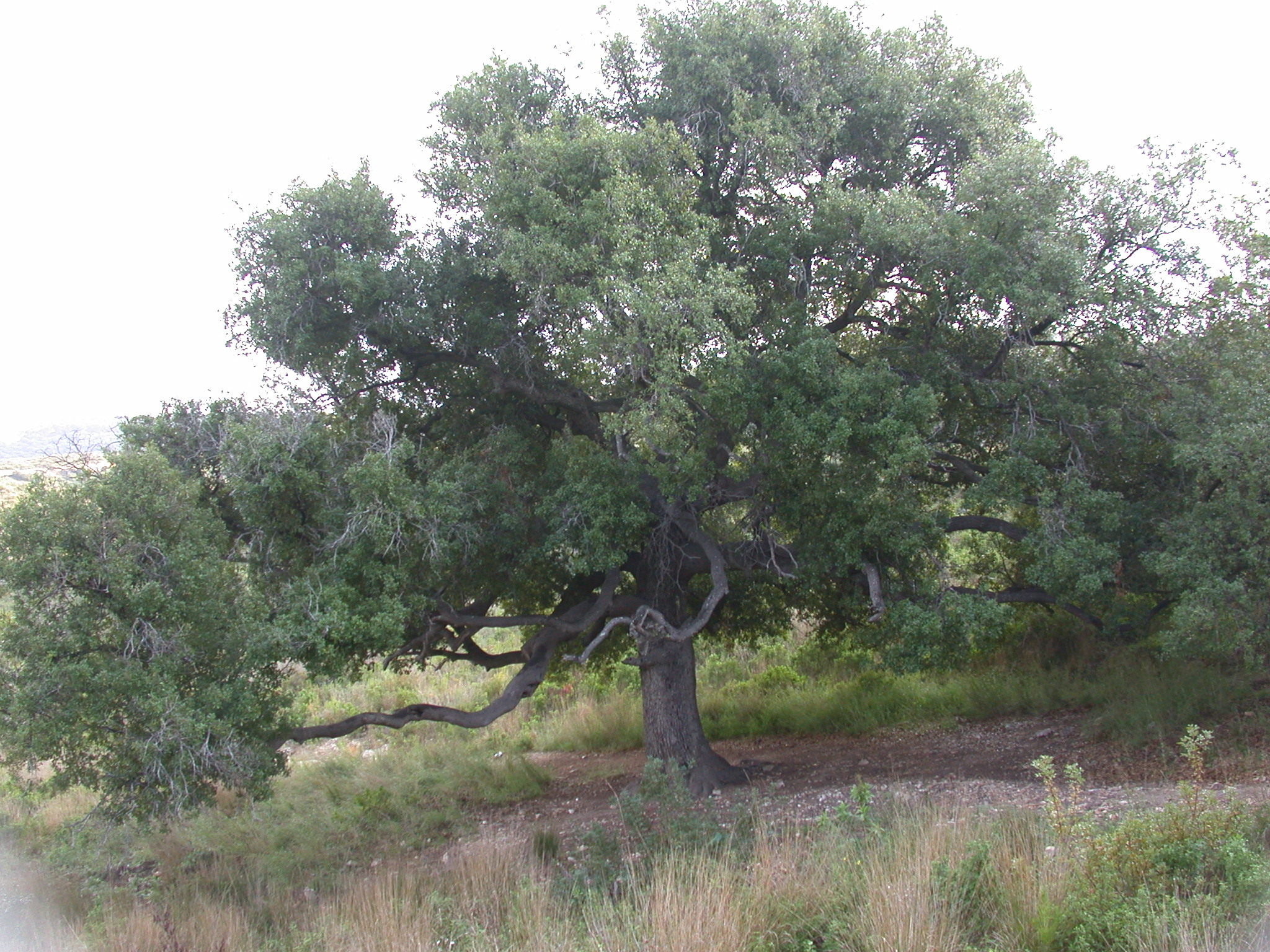
Un chêne Quercus calliprinos tel ceux se trouvant au pied du mont Hermon.

Le mont Hermon abrite une flore d’une grande diversité, dont les botanistes soulignent la forte proportion d'espèces endémiques. Ainsi, sur plus de 900 espèces recensées, plus de 100 sont endémiques au mont et au massif de l'Anti-Liban. La végétation du mont subit cependant une forte influence anthropique au cours des siècles, puisque les habitants déboisaient les piémonts et faisaient paître leur bétail, lequel broutait les jeunes pousses. La flore présente de sensibles variations selon l'altitude et les conditions climatiques associées ; néanmoins, trois principaux étages de végétation ont été distingués par les scientifiques : un maquis méditerranéen, une forêt oroméditerranéenne, puis une végétation tragacanthe.
En dessous de 1 300 mètres d’altitude, la flore est commune à celles du plateau du Golan et de la chaîne des monts de Nephtali : il s'agit d'un maquis méditerranéen, lui-même subdivisé en deux zones. Dans la première (de 300  à   500 mètres), les espèces prédominantes sont le chêne du mont Thabor (Quercus ithaburensis), le pistachier de l'Atlas (Pistacia atlantica) et des jujubiers (Ziziphus lotus, Ziziphus spina-christi), tandis que les espaces découverts sont habités par des variétés sauvages de blé (Triticum dicoccoides) et d'orge (Hordeum spontaneum). Dans la seconde zone (de 500  à   1 300 mètres), les essences principales sont le Quercus calliprinos, des aubépines (Crataegus monogyna, Crataegus aronia), des pistachiers de Palestine (Pistacia terebinthus) et des pruniers (Prunus ursina). Par ailleurs, plusieurs oliviers (Olea europea) sont cultivés par les populations des piémonts.

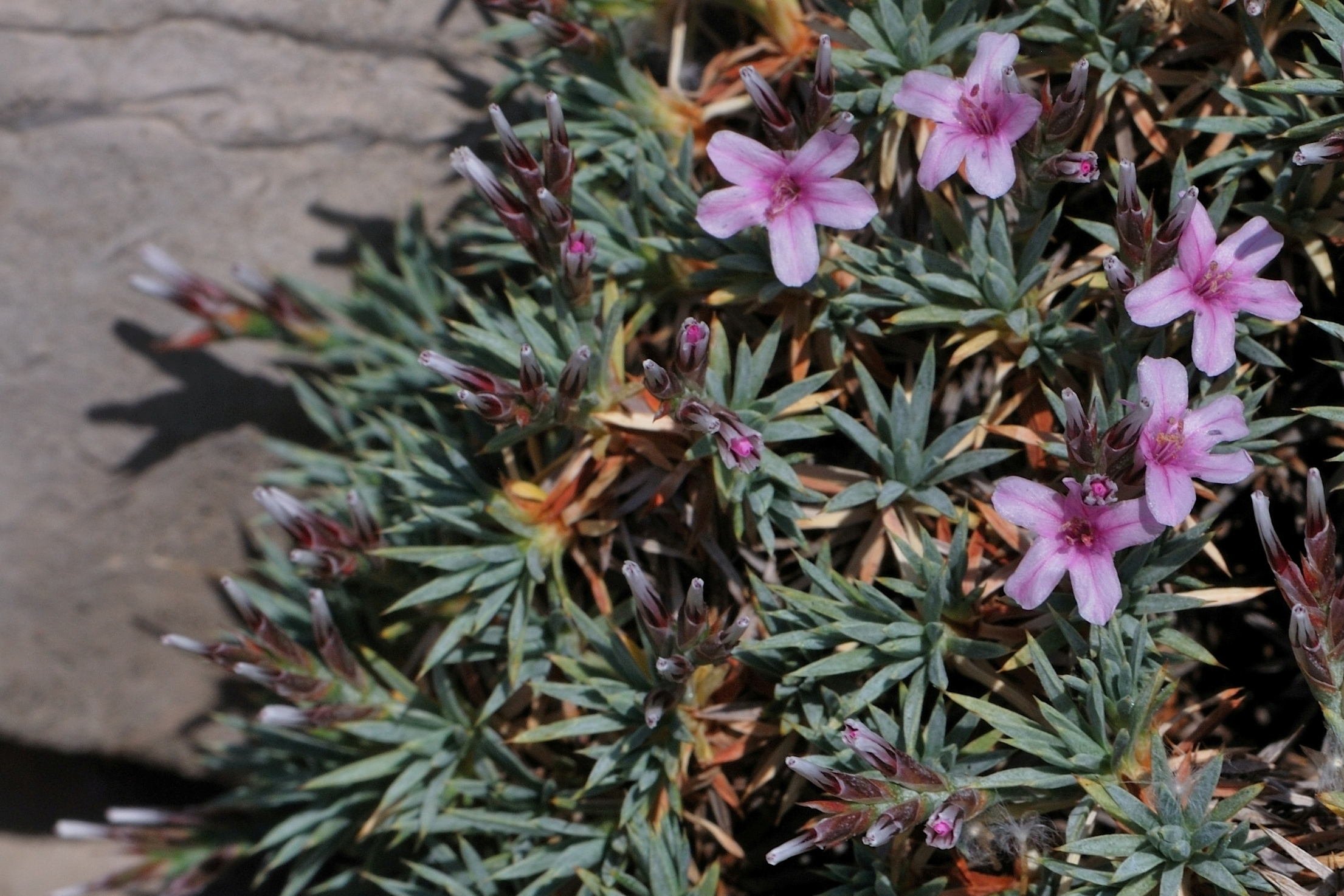
Détail d'une plante épineuse en coussin en fleur (Acantholimon libanoticum).

La zone comprise entre 1 300 et environ 1 800 mètres, d'altitude est une forêt montagnarde méditerranéenne dont les essences typiques, bien qu'elles puissent être occasionnellement présentes dans l'étage inférieur, sont le chêne du Liban (Quercus libani), l’érable de Montpellier (Acer monspessulanum) et le genévrier de Syrie (Juniperus drupacea). Plusieurs arbres fruitiers sauvages sont présents, parmi lesquels figurent des amandiers (Amygdalus korschinskii) et des pruniers. Cet étage de végétation s'est adapté aux basses températures et aux vents intenses et persistants qui balayent le mont.

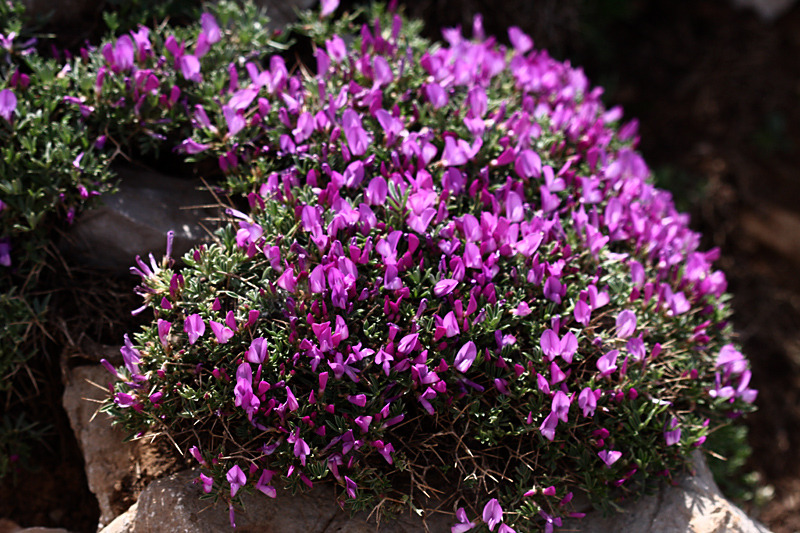
Onobrychis cornuta, une espèce de sainfoin de la végétation tragacanthe du mont Hermon, ici en floraison.

Au-delà de 1 900 mètres, la région sommitale subit les conditions climatiques les plus rudes : elle est tantôt couverte de neige trois à cinq mois en hiver, tantôt soumise à la sécheresse cinq autres mois en été : cela autorise seulement la présence de plantes en coussin,, capables de résister aux vents puissants, puisqu'elles sont petites et de port arrondi. Celles-ci constituent une végétation épineuse dite tragacanthe,, dont la répartition dépend fortement de la topographie : puisque les pentes occidentales sont desséchées par les vents en provenance de la plaine côtière du Liban, la neige qui les recouvre se retrouve déplacée sur les versants à l'est du mont, où des congères atteignant parfois 10 mètres amoindrissent le développement de la flore. À l'ouest, les espèces prédominantes sont souvent des astragales (Astragalus cruentiflorus, Astragalus echinus), des variétés d'acantholimon (Acantholimon libanoticum, Acantholimon echinus) et une espèce de sainfoin (Onobrychis cornuta). D'autres plantes vivaces, plus petites, délaissent les espaces dénudés séparant les buissons, préférant évoluer dans les plantes en coussin, afin de s'abriter des herbivores, du vent et de la neige. Chaque printemps, la fonte des neiges fait apparaître, près de la limite des neiges, là où les sols sont humides, plusieurs espèces de fleurs annuelles, telles que la romulée des neiges (Romulea nivalis) et une variété de renoncule (Ranunculus demissus, « bouton d'or »).

## Histoire

### Dans la Bible
Le mont Hermon possède plusieurs appellations dans la Bible : Sihon, Shanir et Sirion. En arabe, il est aussi appelé Jabal el-Sheikh (« le vieux »), en raison de sa couverture neigeuse. Le nom Hermon vient de la racine hébraïque hrm signifiant « lieu sacré ».
De nombreux peuples anciens le considèrent comme une montagne sacrée. Les Cananéens révéraient son sommet. On y vénérerait un aspect local du dieu Baal. Selon la Bible, le Hermon, partie du territoire dominé par Og, roi de Bachân, a marqué ensuite la limite Nord du peuplement hébraïque sous la direction de Moïse et de Josué et la limite Nord du royaume d'Israël. Un peuplement juif est attesté à la fin du second Temple et du Talmud ainsi qu’au Moyen Âge. Sous le roi de Judée Alexandre Jannée, on a procédé sur place à des conversions forcées des Ituréens au judaïsme.
Le mont Hermon serait pour certains le site de la Transfiguration, où Jésus, présent sur une montagne avec ses disciples Pierre, Jacques et Jean, se trouve métamorphosé : l'aspect de son visage change et ses vêtements deviennent d'une blancheur éclatante alors que Jésus s'entretient avec Moïse et Élie, qui apparurent à ses côtés. Luc 9:29-36.
Selon une ancienne tradition juive rapportée par le livre apocryphe de l’Hénoch éthiopien (dit aussi le 1er Hénoch et dont une partie du manuscrit a été retrouvée à Qûmran) c’est sur cette montagne que les anges qui se sont révoltés contre Dieu, ont chuté : « Ils étaient en tout deux cents (anges révoltés). Ils étaient descendus au temps de Yered sur le sommet du mont Hermon. On appela la montagne « Hermon » parce que c’est là qu’ils avaient juré de prendre les filles des humains pour épouses et s’étaient voués mutuellement à l’anathème » (Henoch I, ch 6, 6).

### Tensions liées au contrôle des ressources hydriques
Le contrôle du mont Hermon constitue une source de tensions entre les États de la région, puisqu'il s'agit d'une source essentielle d'eau potable.
L'intérêt pour le mont Hermon et ses ressources hydriques est ancien. Ainsi, en 1867, des figures du mouvement sioniste envisagent de tenir compte de l'hydrographie régionale dans le dessin des frontières de la Palestine. C'est pourquoi la Fondation d'exploration de la Palestine dépêche un groupe d'ingénieurs afin d'évaluer les ressources locales en eau. Celui-ci résume les résultats de sa campagne de prospection dans un rapport remis en 1871. Considérant le Jourdain, qui prend sa source au mont Hermon, et le Litani, la commission mentionne que la Palestine dispose de suffisamment d'eau pour « absorber des millions de personnes ». Elle suggère par ailleurs « que l'eau du nord pourrait être canalisée vers le sud » afin d'irriguer le désert du Néguev.
En 1916, les représentants du mouvement sioniste demandent aux Britanniques d'inclure dans le futur mandat de Palestine l'ensemble des sources du Jourdain, situées sur le mont Hermon. Leur demande est cependant rejetée. En 1919, lors de la conférence de paix de Paris, les mêmes représentants demandent que les frontières de la Palestine naissante s'étendent au fleuve Litani, sur le flanc occidental du mont. Cette seconde requête n'aboutit pas davantage.
La même année, le représentant sioniste Chaim Weizmann, dans une lettre adressée au premier ministre britannique David Lloyd George, souligne l'importance d'un accès direct pour la Palestine mandataire aux ressources hydriques du mont Hermon, :

« Tout l'avenir économique de la Palestine dépend de son approvisionnement en eau pour l'irrigation et pour la production d'électricité… Et l'alimentation en eau doit essentiellement provenir des pentes du mont Hermon, des sources du Jourdain et du fleuve Litani […]. Nous considérons qu'il est essentiel que la frontière nord de la Palestine englobe la vallée du Litani sur une distance de 25 miles (40,2 kilomètres environ), ainsi que les flancs ouest et sud du mont Hermon. »

— Chaim Weizmann, lettre à David Lloyd George
Bien que les revendications des mouvements sionistes n'aient pas été prises en compte par les membres de la conférence de Paris, le choix des frontières du mandat satisfait de facto leurs demandes.
Par l'intermédiaire du Jourdain et de ses affluents, du lac de Tibériade et de la rivière Yarmouk d'une part, et du Banyas d'autre part, le mont Hermon fournit chaque année à Israël un volume de 250 millions de mètres cubes d'eau.

### Guerres des Six Jours et guerre du Kippour
Lors de la guerre des Six Jours en 1967, Israël occupe une partie du plateau du Golan ainsi que le sud-ouest du mont. L'armée israélienne y établit des bases afin d'assurer la protection des frontières. Au début de la guerre du Kippour, le 6 octobre 1973, des combats ont lieu entre l'armée syrienne et les forces israéliennes. Les Syriens attaquent et capturent l'avant-poste des forces de défense israéliennes sur le mont Hermon. Deux jours plus tard, le 21 octobre, après l'échec d'une première contre-attaque (deuxième bataille du Mont Hermon), l'avant-poste est repris par Israël (troisième bataille du Mont Hermon).

## Activités

### Activités militaires
Depuis 1981, la zone sous contrôle israélien est régie par les lois relatives au plateau du Golan.
En raison de son importance militaire stratégique, le lieu est fortement militarisé et certaines zones militaires sont interdites au public. Ainsi, des panneaux signalent aux skieurs de la station de sports d'hiver les zones minées. Le secteur israélien du mont Hermon est le lieu de patrouilles effectuées par les forces de défense israéliennes et la police israélienne. Les forces de sécurité israéliennes maintiennent un poste d’observation à Mitzpe Shelagim (l'« observatoire de la neige »), permettant à Tsahal de surveiller les activités militaires syriennes et libanaises à proximité. Cet observatoire est situé à 2 210 mètres d’altitude, ce qui constitue le lieu le plus élevé contrôlé par l'État d'Israël.

### Agriculture

#### Généralités
Le mont Hermon, par sa nature karstique, assure la rétention continue d'une large partie des précipitations qu'il reçoit au cours de l'année, ce qui permet d'alimenter de nombreuses sources. Cette abondance de la ressource hydrique, à laquelle s'ajoute la présence de sols alluvionnaires riches en minéraux, favorise le développement des activités agricoles, permettant à celles-ci d'être l'un des principaux secteurs économiques locaux. Cependant, à la différence des vastes terres cultivées de la plaine de la Bekaa, les exploitations situées sur les piémonts libanais du mont Hermon sont en général de petite taille, puisque moins de 3 % d'entre elles ont une superficie supérieure à 4 hectares.

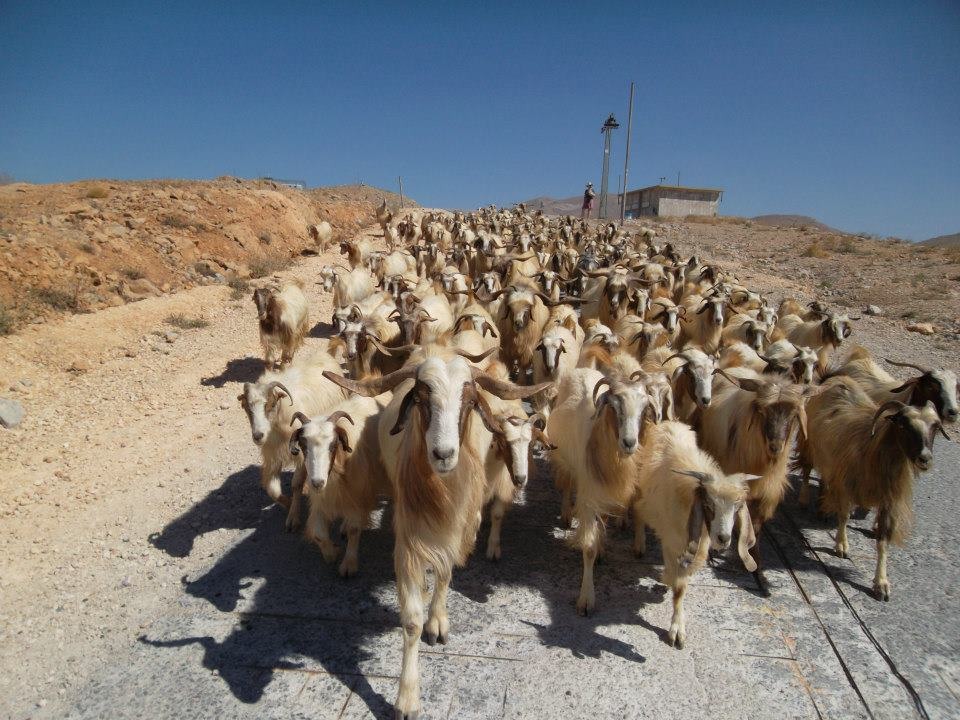
Un troupeau de chèvres emmené paître sur le mont Hermon.

L'agriculture y est essentiellement vivrière, puisque le mont Hermon contribuerait à la subsistance d'environ 60 000 habitants des piémonts, notamment dans les districts de Rachaya et Hasbaya. Cela n'empêche cependant pas certaines productions agricoles d'être exportées, telles le miel ou le vin.

#### Élevage
L'élevage est une activité assez développée sur le mont Hermon, puisque les piémonts ainsi que les versants en altitude comportent une végétation méditerranéenne, propice au pâturage du bétail. L'élevage de bovins existe certes, mais comme dans la majeure partie du Liban, il demeure assez marginal. En revanche, l'élevage principal reste celui des caprins, et dans une mesure moindre, des ovins. Ainsi, en 1955, le mont Hermon est mentionné comme un lieu d'estivage où les troupeaux de chèvres et de moutons des alentours de Tyr paissent pendant la saison sèche, de début mai à début novembre, après la transhumance. En 1999, les cheptels caprins des districts de Rachaya et de Hasbaya, où se situe le mont Hermon, représentaient 17 % de l'ensemble du cheptel libanais.

#### Oliveraies

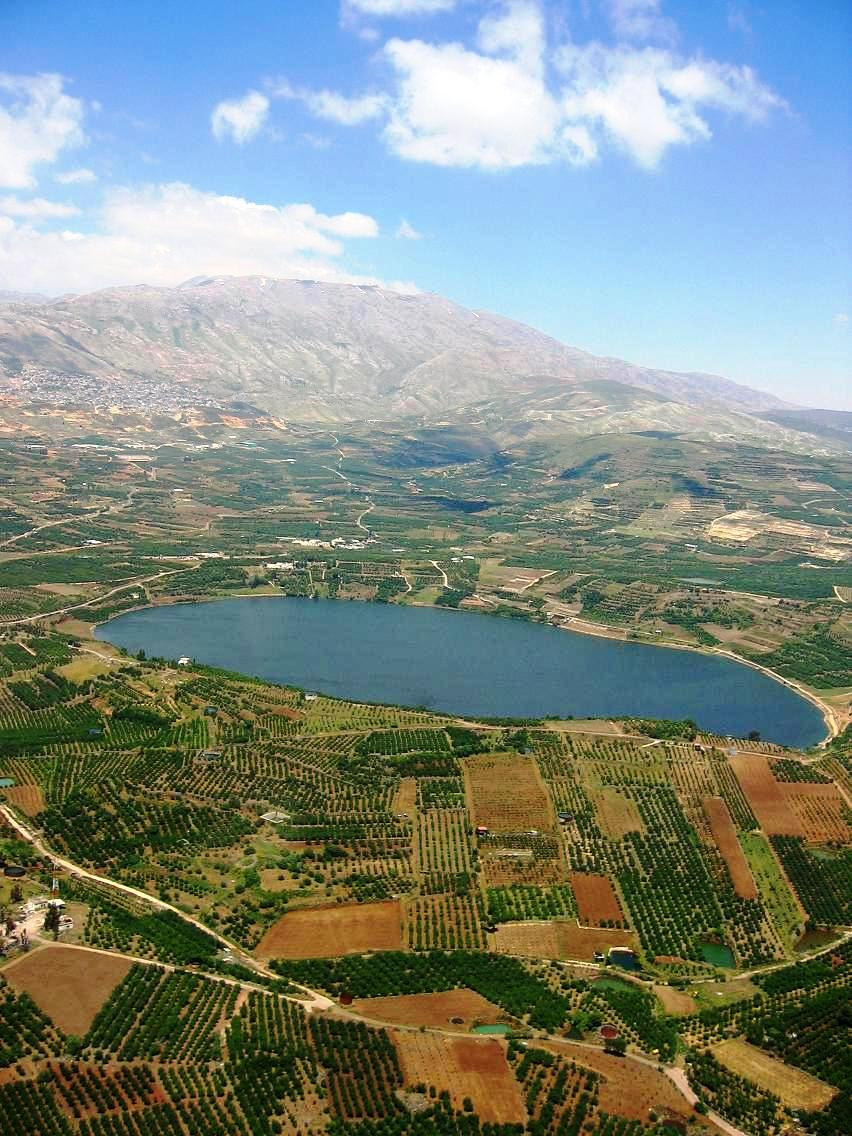
Le mont Hermon vu depuis le nord du plateau du Golan. Au premier plan, des vignobles à proximité du lac Ram, près de la commune d'Odem.

La culture de l'olivier par les populations autochtones, notamment druze, est particulièrement répandue sur les piémonts. Ainsi, les collines de Hasbaya, sur le versant libanais du mont Hermon, constituent, aux côtés du district du Koura et des plateaux du Sud-Liban, l'un des plus importants centres de production d'huile d'olive du Liban,. L'oléiculture est l'activité prépondérante dans le paysage agricole local, puisque 84 % des terres cultivées au pied du mont Hermon sont des champs d'oliviers.

#### Vignes
La vigne est cultivée depuis des millénaires au Proche-Orient. Des plants fossilisés ont été découverts dans les sous-sols à proximité du mont Hermon. Cette pratique ancestrale s'est perpétuée au fil des siècles, de telle sorte que de nos jours, il s'agit d'une des plus remarquables activités au sein de l'agriculture locale. En effet, concernant la partie libanaise du mont, les plantations de vignes représentent 7 % du terrain agricole, constituant par là le deuxième usage des terres, derrière les dominantes oliveraies. Les vignes sont ainsi éparpillées sur l'ensemble des versants, même si une concentration plus importante est observée au sud du mont.
Deux usages de la vigne se distinguent : d'une part, la production de raisin de table et sa transformation en mélasse de raisin, tous deux consommés par les habitants du mont ; d'autre part, l'utilisation des grappes dans la conception de vins, et accessoirement de vinaigre. Sur les piémonts méridionaux, situés sur le plateau du Golan, occupé par l'État d'Israël, une importante activité viticole a vu le jour depuis les années 1980, sous l'impulsion de colons israéliens désireux de mettre à profit les sols basaltiques et la fraîcheur du plateau. La région ne présentant pas de plants de vignes autochtones, les vignerons ont importé et planté au cours des années 1980 et 1990 différents cépages internationaux : chardonnay, cabernet-sauvignon, merlot, gewurztraminer, sauvignon blanc et riesling blanc, entre autres,,,.
Les vins produits à l'aide des raisins récoltés au pied du mont Hermon sont élevés et mis en bouteille par le domaine Golan Heights Winery, qui possède par ailleurs d'autres vignobles répartis sur l'ensemble du plateau du Golan. Trois coteaux, dénommés « El-Rom », « Odem » et « Hermonit », situés à environ 1 100 mètres d'altitude, fournissent les raisins nécessaires à l'assemblage d'une gamme de vins rouges et blancs, commercialisée sous le nom « Hermon ». Ces vins connaissent un certain succès, tant en Israël qu'à l'étranger, remportant ainsi plusieurs prix internationaux et s'exportant assez bien sur les marchés européens, notamment français, quand bien même les vins du Proche-Orient y sont traditionnellement peu représentés.

### Tourisme: station de sports d'hiver

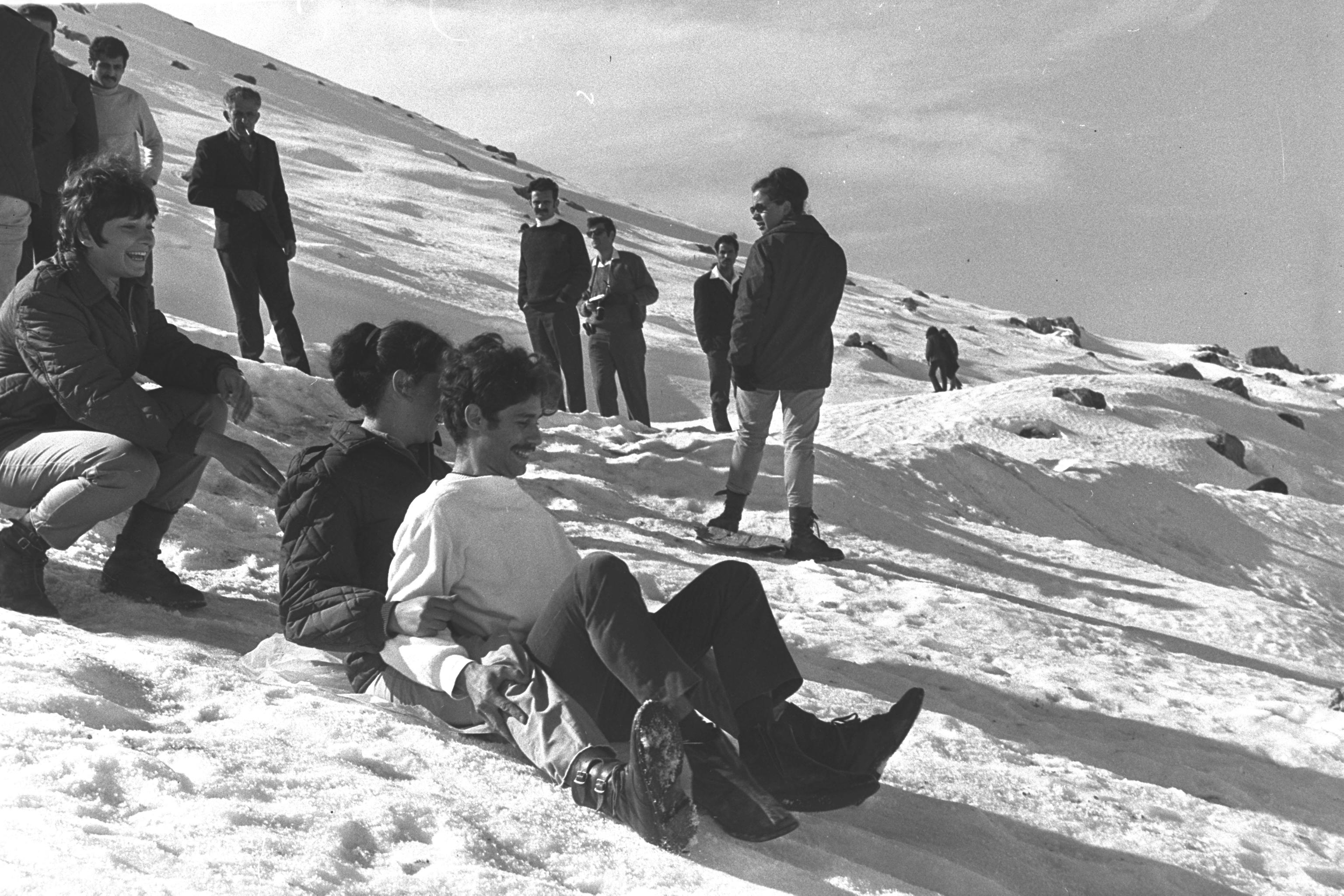
Des amateurs de sports d'hiver sur les pentes du mont Hermon, au début des années 1970.

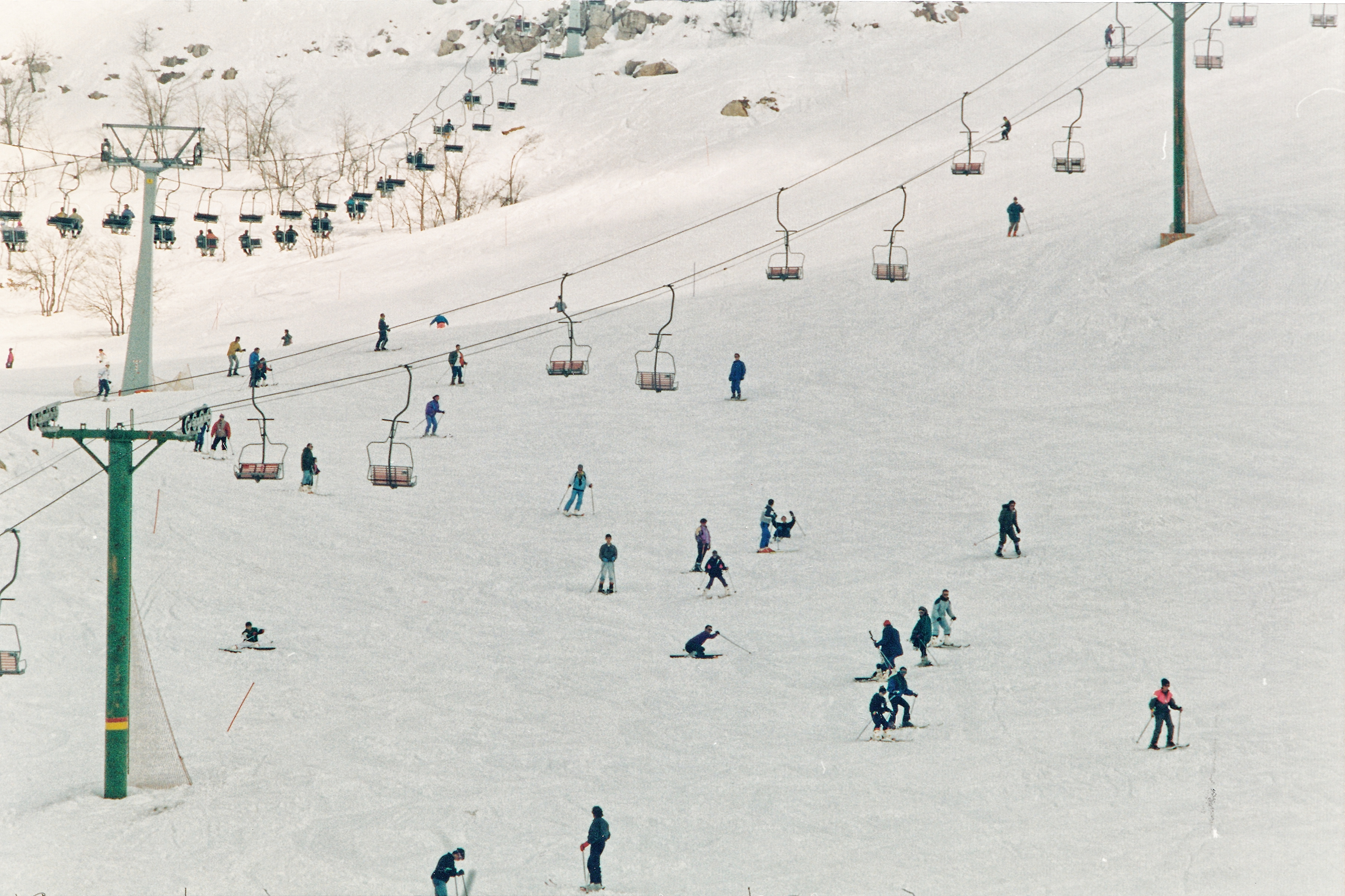
Sports d'hiver au mont Hermon dans les années 1990.

Le mont Hermon accueille l'unique station de sports d'hiver de l'État d'Israël. Celle-ci se situe à proximité du village druze de Majdal Shams, ce dernier étant situé plus en contrebas dans la vallée. La station de ski du mont Hermon vit le jour en 1971, lorsque la première remontée mécanique fut installée sous l'égide de l'agence juive et du moshav de Neve Ativ,. Toutefois, ces modestes équipements s'avérèrent être assez rapidement insuffisants face à l'afflux de skieurs israéliens, si bien que d'autres télésièges furent par la suite construits. Actuellement, la station est munie d'un ensemble de 11 remontées mécaniques (télésièges et téléskis).
Le domaine skiable s'étend sur une superficie d'environ 243 hectares. Il comporte 13 pistes d'une longueur totale de 45 kilomètres, dont la difficulté s'échelonne de la manière suivante : 1 piste verte, 2 bleues, 7 rouges, 2 noires ainsi qu'une piste destinée à l'apprentissage. Deux d'entre elles (no 2, noire ; no 3, rouge) sont reconnues par la Fédération internationale de ski comme pistes olympiques. Outre le domaine partagé avec les skieurs, les adeptes du snowboard disposent d'un snowpark récemment ajouté par la station.
Parallèlement au ski et au snowboard, d'autres activités hivernales sont proposées. Ainsi, il est possible de faire du traîneau à cheval ou de la randonnée en raquettes, bien que les touristes ne puissent en louer dans la station. Ces derniers peuvent également emprunter une luge sur rail d'une longueur de 950 mètres dont le tracé serpente dans les landes qui jouxtent le domaine skiable ; il existe aussi au pied des pistes une aire destinée à la pratique de la luge « classique ».
En raison de sa proximité avec la Syrie avec laquelle Israël est toujours officiellement en guerre, la station du mont Hermon présente la particularité d'être hautement militarisée. Il arrive en effet que des projectiles soient tirés en direction des pistes depuis les versants syrien ou libanais,,,. Ainsi, les arrivées des télésièges côtoient des postes d'observation d'où les soldats de l'armée israélienne scrutent la frontière, tandis que des panneaux répartis aux abords des pistes indiquent les zones minées aux skieurs. La station de ski constitue le lieu d'entraînement de l'unité alpine de Tsahal, chargée de la protection du site : les réservistes effectuent diverses manœuvres sur les pistes, pendant que les touristes y skient.
La station de sports d’hiver du mont Hermon est l'une des plus développées du Moyen-Orient après celle de Mzaar-Faraya au Liban. Elle comporte une école de ski, une patrouille de recherche et plusieurs restaurants, situés à la fois au pied des pistes et au sommet du mont. En haute saison, 12 000 personnes peuvent skier chaque jour. Le complexe apporte une importante source de revenus pour les résidents des deux localités adjacentes, Neve Ativ et Majdal Shams.
La station doit fermer après le 7 octobre 2023, de crainte d'une attaque du Hezbollah dont les roquettes ont effectivement endommagé les remontées mécaniques. Le site va rouvrir aux visiteurs en 2025 sans que le ski ne soit encore possible.